# Massila sidnica
Massila sidnica är en insektsart som beskrevs av George Willis Kirkaldy 1906. Massila sidnica ingår i släktet Massila och familjen Flatidae. Inga underarter finns listade i Catalogue of Life.